# Dzintars Krišjānis
Dzintars Krišjānis, född den 4 juni 1958 i Riga i Lettland, död 16 mars 2014, var en sovjetisk roddare.
Han tog OS-silver i fyra med styrman i samband med de olympiska roddtävlingarna 1980 i Moskva.